# Iv Koto Setingkai
Iv Koto Setingkai is een bestuurslaag in het regentschap Kampar van de provincie Riau, Indonesië. Iv Koto Setingkai telt 961 inwoners (volkstelling 2010).